# David Carpenter (tueur)
Pour les articles homonymes, voir David Carpenter et Carpenter.
 (juillet 2019).
Si vous disposez d'ouvrages ou d'articles de référence ou si vous connaissez des sites web de qualité traitant du thème abordé ici, merci de compléter l'article en donnant les références utiles à sa vérifiabilité et en les liant à la section « Notes et références ».
David Joseph Carpenter (né le 6 mai 1930) est un tueur en série américain. Carpenter est également connu comme le « Road Killer » en raison de son mode de fonctionnement.

## Biographie
David Carpenter, originaire de San Francisco, était un enfant battu par son père alcoolique, et par sa mère autoritaire et dominatrice. Affligé d'un bégaiement sévère, il est également le souffre-douleur de ses camarades de classe. Enfant, David Carpenter souffre d'énurésie nocturne, et se livre à des actes de cruauté envers les animaux.
Adolescent, Carpenter est obsédé par le sexe et les femmes. À l'âge de 17 ans, il est arrêté pour avoir agressé sexuellement deux de ses cousins, âgés de huit et trois ans. Il reste un an en détention dans un centre pour mineurs délinquants.
David Carpenter se marie en 1955, et devient le père de trois enfants durant les années suivantes. Sa nouvelle vie de père de famille ne le calme cependant pas longtemps. En 1960, il enlève une femme, Lois Rinna (mère de l'actrice Lisa Rinna), et l'attache à un arbre sous la menace d'une arme, avant de la frapper plusieurs fois au visage avec un marteau. Surpris par un policier, Carpenter tire sur l'homme de loi et le manque de peu. Arrêté, il est condamné à quatorze ans de prison mais, détenu modèle, il est libéré en conditionnelle au bout de neuf ans d'emprisonnement. En prison, il a été diagnostiqué comme souffrant d'un trouble de la personnalité antisociale, et son QI a été évalué à 125. Sa femme a divorcé pendant son incarcération.
En 1969, Carpenter se remarie, à peine quatre mois après sa libération. En janvier 1970, il poignarde une femme après avoir essayé, sans succès, de la kidnapper. Quelques heures plus tard, il entre par effraction dans la maison d'une autre femme, et la viole. Une semaine plus tard, Carpenter vole une voiture, et viole une autre femme sous les yeux de son fils en bas âge. Il est arrêté ce même jour. Après avoir essayé, sans succès, de s'évader de la prison dans laquelle il attendait son jugement, David Carpenter n'est reconnu coupable que de vol de voiture et de tentative d'enlèvement. Il n'est pas inscrit sur le registre des délinquants sexuels. Il est condamné à neuf ans de prison, sept ans pour ses chefs d'accusation, et deux ans pour avoir violé sa libération en conditionnelle.
En 1979, à quelques mois de sa libération, Carpenter reçoit la permission d'effectuer le reste de sa peine dans un centre de réadaptation. Il est libre de quitter le centre dès le matin et d'aller comme bon lui semble toute la journée, à condition de rentrer le soir. Durant cette période, une femme de 44 ans, Edda Kane, est abattue d'une balle dans la tête alors qu'elle effectuait une randonnée dans le parc du mont Tamalpais. David Carpenter est, encore aujourd'hui, considéré comme le principal suspect dans ce meurtre. 
Libéré en septembre 1979, David Carpenter retourne vivre chez ses parents. 
En mars 1980, Barbara Schwartz, 23 ans, est poignardée à mort alors qu'elle promenait son chien. Une promeneuse ayant assisté, de loin, à la scène, préviendra la police, mais donnera aux autorités une description du meurtrier très éloignée de l'apparence de David Carpenter. Celui-ci ne sera donc pas soupçonné. Sur la scène de crime, une paire de lunettes ayant appartenu à l'assassin sera découverte. David Carpenter qui, selon les dires de ses proches, était absent toute la journée le jour du meurtre, s'était acheté ce jour-là une nouvelle paire de lunettes, et s'était rendu chez le médecin pour traiter une blessure au bras qui, visiblement, résultait d'un affrontement physique avec une personne s'étant débattu...
En octobre 1980, une randonneuse de 26 ans, Anne Alderson, est violée et tuée d'une balle dans la tête. Son corps est retrouvé dans la même position que celui d'Edda Kane, tuée un an plus tôt, laissant penser aux autorités que ces deux femmes ont été assassinées par la même personne.
En novembre 1980, l'affaire prend une nouvelle ampleur lorsque quatre cadavres sont découverts en l'espace d'une seule journée. Une fosse peu profonde contenait les corps de deux amies, Diane O'Connell, 22 ans, et Shauna May, 25 ans, toutes deux violées et assassinées à l'arme à feu. Une seconde fosse, située à quelques kilomètres de là, contenait le corps de Cindy Moreland, 18 ans, et de son petit-ami, Richard Stowers, 19 ans. Tous les deux avaient pris une balle dans la tête. La balistique relia ces quatre meurtres à celui d'Anne Alderson. Cette macabre découverte attira l'attention du grand public sur les meurtres du Tueur des Sentiers ; la population californienne était très inquiète car on soupçonnait un retour du tueur du zodiaque et on ne savait pas quel motif avait l'agresseur. Les autorités chargées de l'enquête se virent confier beaucoup plus de moyens, et le profiler du FBI Robert Ressler, connu pour sa participation à la traque du tueur en série Ted Bundy, intervint notamment dans l'enquête.
Le 29 mars 1981, David Carpenter s'en prit à un couple de jeunes : Ellen Hanson et son petit-ami Stephen Haertle, âgés d'une vingtaine d'année. Il leur tira dessus avant de les laisser pour mort. Cependant, si Ellen Hanson succomba malheureusement à ses blessures, Stephen Haertle, lui, survécut, et put fournir aux autorités une description très précise de l'assassin, qui permit d'élaborer un portrait robot très fidèle à la réalité. 
Le 2 mai 1981, Carpenter emmena une collègue de travail, Heather Scagg, en direction de Santa Cruz, en prétextant l'emmener voir un véhicule d'occasion. Il la viola et la tua d'une balle dans la tête. Son corps fut retrouvé trois semaines plus tard. Le compagnon d'Heather Scagg signala aux autorités que, le jour de sa disparition, sa petite-amie était partie acheter un véhicule en compagnie d'un collègue de travail, David Carpenter. Celui-ci fut immédiatement arrêté. Les autorités s'aperçurent qu'il correspondait au portrait robot de l'auteur des précédents meurtres, et qu'il possédait une Fiat rouge (divers témoins avaient affirmé avoir vu un véhicule similaire à proximité des lieux de plusieurs meurtres). Durant son arrestation, David Carpenter aurait dit aux officiers de police : "Je sais que je suis votre principal suspect et, si ce n'est pas le cas, je devrais l'être".
David Carpenter fut jugé deux fois, les meurtres dont il était accusé ayant eu lieu dans deux comtés différents. En 1984, à l'issue de son premier procès,  il fut reconnu coupable du viol et du meurtre d'Heather Scagg, du meurtre d'Ellen Hanson, et d'une tentative d'assassinat à l'encontre de Stephen Haertle. À l'issue de son second procès, le 27 juin 1988, David Carpenter fut reconnu coupable du viol et du meurtre d'Anne Alderson, des viols et meurtres de Diane O'Connell et Shauna May, et de l'assassinat de Cindy Moreland et de Richard Stowers. David Carpenter, qui avait plaidé "non coupable" pour chaque chef d'accusation, fut condamné à la peine de mort par chambre à gaz à l'issue de ses deux procès. Carpenter et ses avocats firent tout pour que ces deux peines soient commuées en prison à vie mais, après des années de batailles judiciaires, la Cour confirma ces deux sentences, en 1999. 
En 2010, les progrès de la recherche par ADN permirent de relier David Carpenter à un meurtre supplémentaire, celui d'une promeneuse de 23 ans, Mary Frances Bennett, poignardée à mort à San Francisco en septembre 1979. Ce crime était resté irrésolu pendant plus de trente ans...
À ce jour, David Carpenter est toujours dans le couloir de la mort ; il est le plus ancien détenu de la prison d'État de San Quentin.